# Carigara
Carigara é um município de  primeira classe de renda municipal (d) na província Leyte, nas Filipinas. De acordo com o censo de 1 de maio  de  2020 possui uma população de 54 656 pessoas e 12 830 domicílios.